# Ian Curtis
Ian Kevin Curtis (Manchester, 1956. július 15. – Macclesfield, 1980. május 18.) angol zenész, a Joy Division egyik alapítója.

## Élete
Manchester mellett, Macclesfieldben nőtt fel. Már egész fiatalon megmutatkozott költői tehetsége. Sokat és sokfélét olvasott, igyekezett a lehető legtöbbet megtudni a világról és környezetéről. Főként a filozófia, irodalom, politika és a zene kötötte le a figyelmét. Egy lemezboltban dolgozott, itt kezdett el érdeklődni a kortárs rockzene iránt. Elsősorban Jim Morrison, David Bowie és Iggy Pop voltak rá hatással. Utolsó éveiben a Kraftwerket is felfedezte. 1976. július 20-án ott volt a Sex Pistols koncertjén, és állítólag ez a rendezvény inspirálta arra, hogy saját zenekart alapítson.
A banda Bowie 1977-es Low című albumának egyik daláról nevezte el magát Warsaw-nak. An Ideal for Living című négydalos EP-jük 1978-ban jelent meg. Ugyanebben az évben a Warsaw-t átkeresztelték Joy Divisionre, aminek fő oka az volt, hogy létezett egy Warsaw Pakt nevű zenekar, amelytől szerették volna jobban megkülönböztetni magukat. A Joy Division elnevezés (szabad fordításban: örömrészleg) az egykori koncentrációs táborok azon részére utal, ahova a fiatal deportált nőket prostitúcióra kényszerítették a kimenős náci tisztek számára. Egyesek szerint ez egyben utalás a banda zeneiparhoz fűződő kapcsolatára is.
Curtis 1975-ben megnősült, feleségül vette Deborah Woodruffe-t, egy közös lányuk született, Natalie. Ian Curtis a Joy Division énekeseként vált világhírűvé. Egyéni előadásmódja eksztatikus, performanszszerű volt, amelyet az időközben súlyosbodó epilepsziája is nagymértékben befolyásolt. Súlyos depressziója a dalszövegeken és a zenén is éreztette hatását. Különböző személyes problémák hatására, két nappal a kéthetesre tervezett amerikai turnéjuk előtt, 1980. május 18-án felakasztotta magát macclesfieldi otthonában.
A Joy Division zenei hatása máig tart, számos kortárs rockzenében is visszaköszön. A tagok még korábban megállapodtak abban, hogy amennyiben személyi változás történik a zenekarban, nevet és zenét változtatnak, így New Order néven folytatták a zenélést és váltak az 1980-as évek egyik legmeghatározóbb zenekarává.

## Filmen
- Ian Curtis életét dolgozza fel az Anton Corbijn által rendezett 2007-es Control című film. Az énekest Sam Riley személyesíti meg.

## Külső hivatkozások
- Magyar Joy Division honlap Archiválva 2007. július 8-i dátummal a Wayback Machine-ben
- Ian Curtis @ Joy Division - The Eternal
- Annick Honoré – "Truth hits everybody"